# کیمن پوزه‌پهن
کیمن پوزه‌پهن (نام علمی: Caiman latirostris) نام یک گونه از زیرخانواده کیمن است.